# ايمانويل أغيليرا
ايمانويل أغيليرا (بالإسبانية: Emanuel Aguilera)‏ (11 يونيو 1989 في الأرجنتين - ) هو لاعب كرة قدم أرجنتيني في مركز الدفاع. لعب مع إنديبندينتي وديفنسا خوستيكا وغودوي كروز ونادي تيخوانا وDeportivo Guaymallén ‏.

## وصلات خارجية
- ايمانويل أغيليرا على موقع قاعدة بيانات كرة القدم.إي يو (الإنجليزية)
- ايمانويل أغيليرا على موقع Soccerway.com (الإنجليزية)
- ايمانويل أغيليرا على موقع AS.com (الإسبانية)